# Stein Eriksen
Stein Eriksen (Oslo, 11 dicembre 1927 – Park City, 27 dicembre 2015) è stato uno sciatore alpino norvegese, campione olimpico nello slalom gigante a Oslo 1952 e campione iridato nello slalom gigante, nello slalom speciale e nella combinata a Åre 1954.
È stato il primo vincitore di una medaglia d'oro olimpica nello slalom gigante.
Fu il primo olimpionico nello sci alpino norvegese e il primo (in campo maschile) a non provenire da un Paese alpino.
Era figlio del ginnasta Marius e della sciatrice alpina Bitten e fratello dello sciatore alpino Marius, a loro volta atleti di alto livello.

## Biografia

### Carriera sciistica

#### Stagioni 1948-1951
Eriksen ottenne i primi risultati di rilievo in occasione dei V Giochi olimpici invernali di Sankt Moritz 1948, quando si classificò 31º nella discesa libera, 29º nello slalom speciale e 32º nella combinata. Nel 1949 vinse i titoli nazionali nello slalom speciale e nella combinata.
L'anno dopo partecipò ai Mondiali di Aspen, dove si aggiudicò la medaglia di bronzo nello slalom speciale, mentre nel 1951 vinse lo slalom speciale del Trofeo del Lauberhorn, a Wengen, e si aggiudicò i titoli nazionali nello slalom gigante e nello slalom speciale.

#### Stagioni 1952-1954

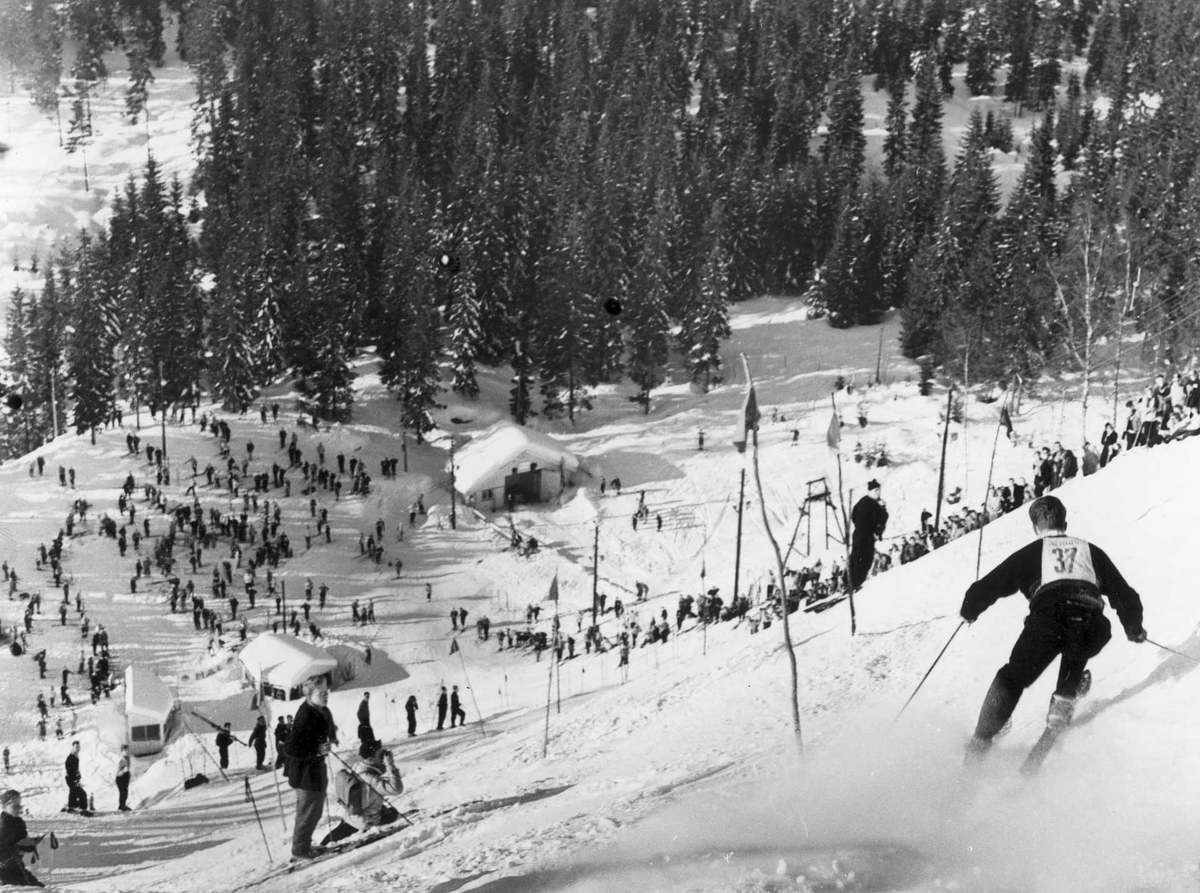
Eriksen in gara nello slalom speciale dei VI Giochi olimpici invernali di

Ai VI Giochi olimpici invernali di Oslo 1952 conquistò l'oro nello slalom gigante - alla prima apparizione olimpica della specialità - e l'argento nello slalom speciale, mentre nella discesa libera fu 6º. Nella stessa stagione bissò il successo dell'anno precedente nello slalom speciale del Trofeo del Lauberhorn e fu insignito della Medaglia Holmenkollen.
Ai Mondiali di Åre del 1954 si laureò campione iridato sia nello slalom gigante, sia nello slalom speciale, sia nella combinata; in quella stagione vinse inoltre nuovamente i titoli norvegesi nello slalom gigante e nello slalom speciale e lo slalom speciale della 3-Tre sulla Marmolada, dove fu anche 2º nello slalom gigante.

### Altre attività

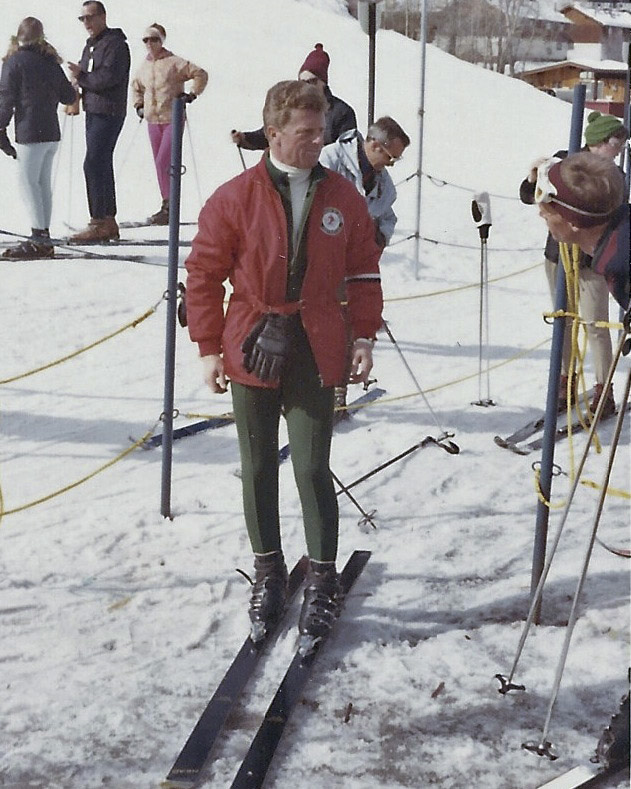
Eriksen ritratto ad Aspen il 3 marzo 1967

Conclusa la carriera agonistica si trasferì negli Stati Uniti dove è stato istruttore e direttore di varie scuole di sci.

## Palmarès

### Olimpiadi
- 2 medaglie, valide anche ai fini dei Mondiali:
  - 1 oro (slalom gigante a Oslo 1952)
  - 1 argento (slalom speciale a Oslo 1952)

### Mondiali
- 4 medaglie, oltre a quelle ottenute in sede olimpica:
  - 3 ori (slalom gigante, slalom speciale, combinata a Åre 1954)
  - 1 bronzo (slalom speciale ad Aspen 1950)

### Campionati norvegesi
- 6 ori (slalom speciale, combinata nel 1949; slalom gigante, slalom speciale nel 1951; slalom gigante, slalom speciale nel 1954)[senza fonte]

## Riconoscimenti
- Medaglia Holmenkollen nel 1952[3]